# Jarnaci csata
A jarnaci csata (1569. március 13.) a francia vallásháborúk egyik összecsapása volt a katolikusokat támogató királyi hadsereg és a lázadó hugenották között.

## Előzmények
A második vallásháborút az 1568. március 23-án kötött longjumeau-i béke zárta le, amely megerősítette az 1563-ban kiadott amboise-i ediktumot: az addig elismert városokban és minden bírósági körzet egy-egy városában engedélyezték a protestánsok vallásgyakorlását (igaz, csak a városfalakon kívül, és Párizsból is kitiltották őket). A béke azonban nem volt tartós: a La Rochelle-be visszavonuló hugenották I. Erzsébet angol királynő támogatását élvezve sereget gyűjtöttek (jobbára Navarrából, amelynek ifjú királya, Bourbon Henrik maga állt a katonák élére), és még 1568 szeptemberében elfoglaltak számos települést a Loire-ig. A király erre visszavonta az ediktumot és betiltotta a hugenotta vallásgyakorlatot.
A fiatal trónörökös, Anjou hercege, mentora, Tavannes marsall és III. Louis de Montpensier herceg vezette királyi erők sikeresen megakadályozták, hogy a hugenották áttörjenek a Loire vonalán, és Cossé marsall is vissza tudta verni I. Vilmos orániai herceg Németalföld felől érkező betörését. Ugyanekkor híre jött, hogy Wolfgang pfalz-zweibrückeni herceg is támadásra készül kelet felől, így II. Claude d’Aumale és Jacques de Savoie-Nemours hercegek vezetésével újabb hadsereget kezdtek szervezni Champagne-ban, hogy kivédjék a seregek egyesülését. Tavasszal Anjou hercege, véget vetve a chinoni telelésnek, megindította a támadást dél felé.

## A csata
A két sereg összecsapására Jarnac közelében került sor. Miután a nyugatról, Cognac felől közeledő hugenották megszállták a várost, a királyi csapatok Jarnactól keletre, Châteauneufnél keltek át a Charente északi partjára, meglepve és szétszórva a hugenották seregét. Míg Coligny a sorainak rendezésével volt elfoglalva, Anjou hercege megindult Jarnac felé és elfoglalta Bassacot. A falu felmentésére küldött François de Coligny d’Andelot Triacba szorult vissza az ellenség túlereje elől. Ekkor a Condé hercege vezette hugenotta lovasság parancsot kapott a támadásra, amit Coligny utóbb visszavont, de már későn. A herceg kb. 300 lovasa élén megrohanta a nagy túlerőben lévő ellenséget, ami rövidesen oldalba is támadta, és csapatának nagy része odaveszett. Az ütközetben maga a herceg is elesett. A csatában részt nem vevő hugenotta gyalogság és tüzérség Coligny vezetésével Cognacba vonult vissza.

## Következmények
A viszonylag kis erők részvételével lezajlott jarnaci csata legfontosabb következménye Condé halála volt, amelynek nyomán előbb Coligny, illetve egyre inkább Condé unokaöccse, Navarrai Henrik vált a hugenotta tábor vezéralakjává. A háború a jarnaci csatát követően is folytatódott a megmaradt hugenotta katonasággal, ami a nyár folyamán Châlus városánál egyesülni tudott a pfalzi segélycsapatokkal, majd a La Roche-l’Abeille-i csatában győzelmet aratva megindult Poitiers ostromára. A hadjárat következő, sokkal nagyobb jelentőségű összecsapása az októberi montcontouri csata volt, amely ismét hugenotta vereséggel végződött.